# Desmaria mutabilis
Desmaria mutabilis là một loài thực vật có hoa trong họ Loranthaceae. Loài này được (Poepp. & Endl.) Tiegh. ex T.Durand & B.D.Jacks. mô tả khoa học đầu tiên năm 1901.

## Hình ảnh

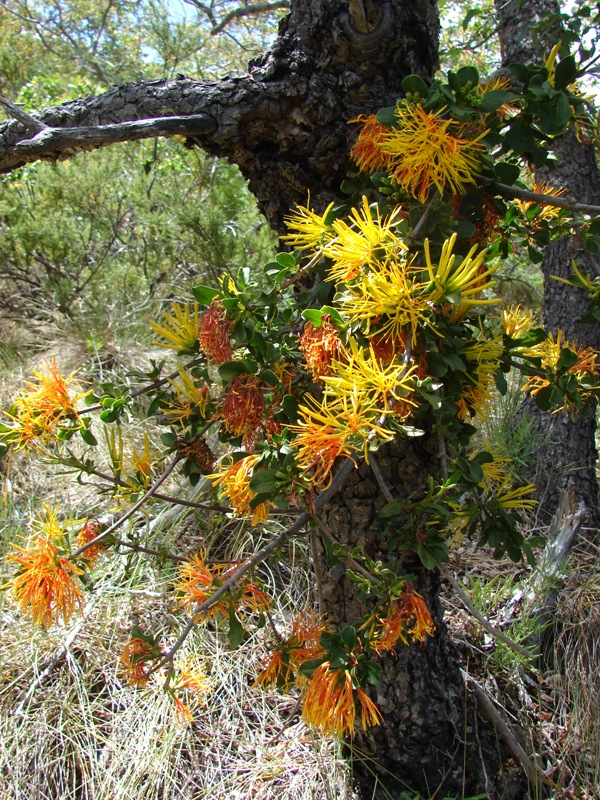
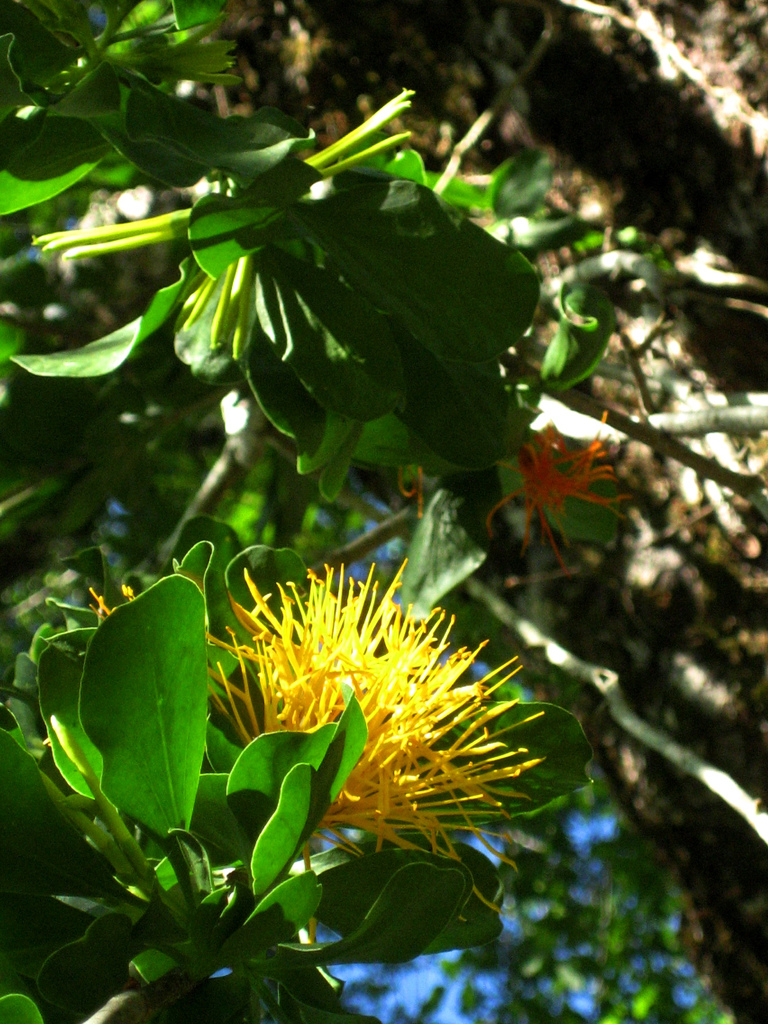